# Myonycteris brachycephala
Il pipistrello della frutta dal collare di Sao Tomè (Myonycteris brachycephala  Bocage, 1889) è un pipistrello appartenente alla famiglia degli Pteropodidi, endemico di São Tomé e Príncipe.

## Descrizione

### Dimensioni
Pipistrello di medie dimensioni con lunghezza dell'avambraccio tra 62 e 64,3 mm e la lunghezza del piede tra 15 e 16 mm.

### Aspetto
La pelliccia è più lunga rispetto alle specie affini. Il colore del dorso è marrone scuro, gradualmente più chiaro sulla nuca e sul capo, mentre le parti ventrali sono grigiastre. La gola è cosparsa di peli fulvo-olivastri. In alcuni esemplari è stata osservata un'asimmetria nel numero di denti, dovuta alla mancanza di un incisivo inferiore interno.

## Biologia

### Alimentazione
Si nutre di frutta.

## Distribuzione e habitat
Questa specie è endemica dell'Isola di Sao Tomé.
Vive nelle foreste montane umide tropicali, foreste tropicali di pianura e piantagioni di cacao tra gli 300 e 1.300 metri di altitudine.

## Conservazione
La IUCN Red List, considerato l'Areale ristretto a tre località e il continuo degrado del proprio habitat, classifica M. brachycephala come specie in pericolo di estinzione (Endangered).